# 대전사범학교
대전사범학교(大田師範學校, Daejeon master School)는 대전광역시 서구의 초등 교사 양성을 위해 설립된 고등교육기관이다. 1942년 설치가 결정되어 1943년 4월 1일 신학기와 함께 개교하였으며, 1962년 2월 정부의 교육정책의 변화에 따라 공주사범학교(옛 공주여자사범학교)와 통합되어 2년제 전문대학과정인 공주교육대학이 발족하면서 폐교되었다. 현재 옛 대전사범학교가 자리했던 곳에는 충남여자고등학교가 건립되어 있다.

## 역사
본래는 보통학교(초등학교)를 졸업하고 들어가는 중등교육기관이었으나 일제는 1942년 '사범학교 규정'으로 사범학교를 전문학교 정도로 승격하고 황국신민을 육성하는 교사를 양성하는 국가 부담의 학교를 운영할 것을 규정하였다. 이를 근거로 15개의 사범학교들은 경성사범학교 등으로 통합되었고, 대전에는 대전사범학교가 신설되었다.
대전사범학교는 대전시 목동 현 충남여자고등학교 부지에 개교하여, 1943년 특강과정으로 시작하여, 강습과, 연수과, 심상과를 개설하였고, 1949년에는 본과생을 배출하였다. 대전사범학교는 교육대학제도의 도입에 따라 그 역할을 공주교육대학교에 넘겨주고 1963년 폐교되었다. 대전사범학교는 현재의 대학보다는 고등학교 과정에 더 가까웠고, 병설 중학교가 설립되어 중학교 교육도 담당하였다.
대전사범학교는 현재 충남여고 강당에 교사가 있었으며, 병설중학교는 강당 앞 길을 건너 테니스장 부지에 교사가 있었다.

## 같이 보기
- 대구사범학교
- 공주교육대학교
- 충남여자고등학교